# Cementerio Santa María Magdalena de Pazzis

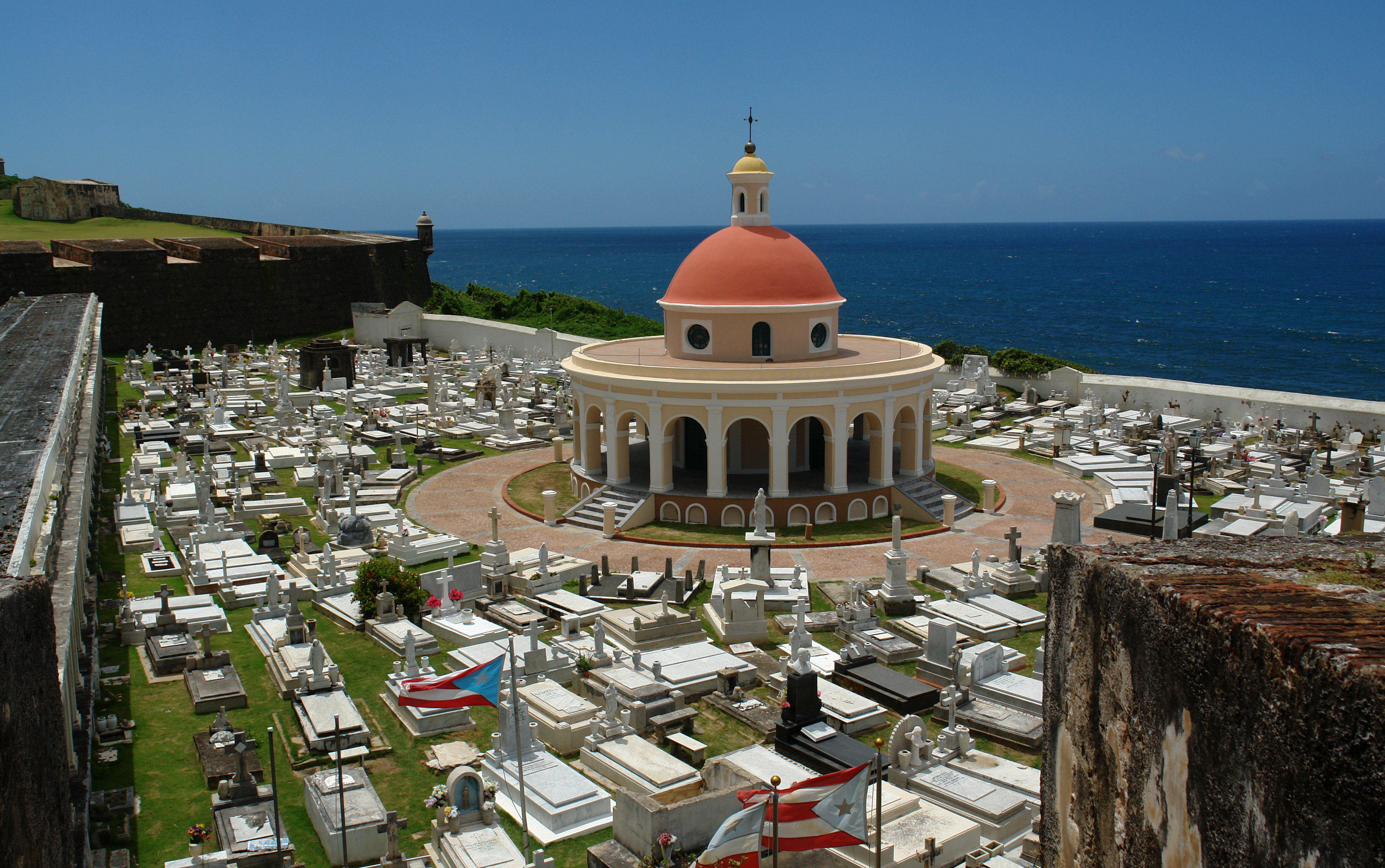
Cementerio Santa María Magdalena de Pazzis

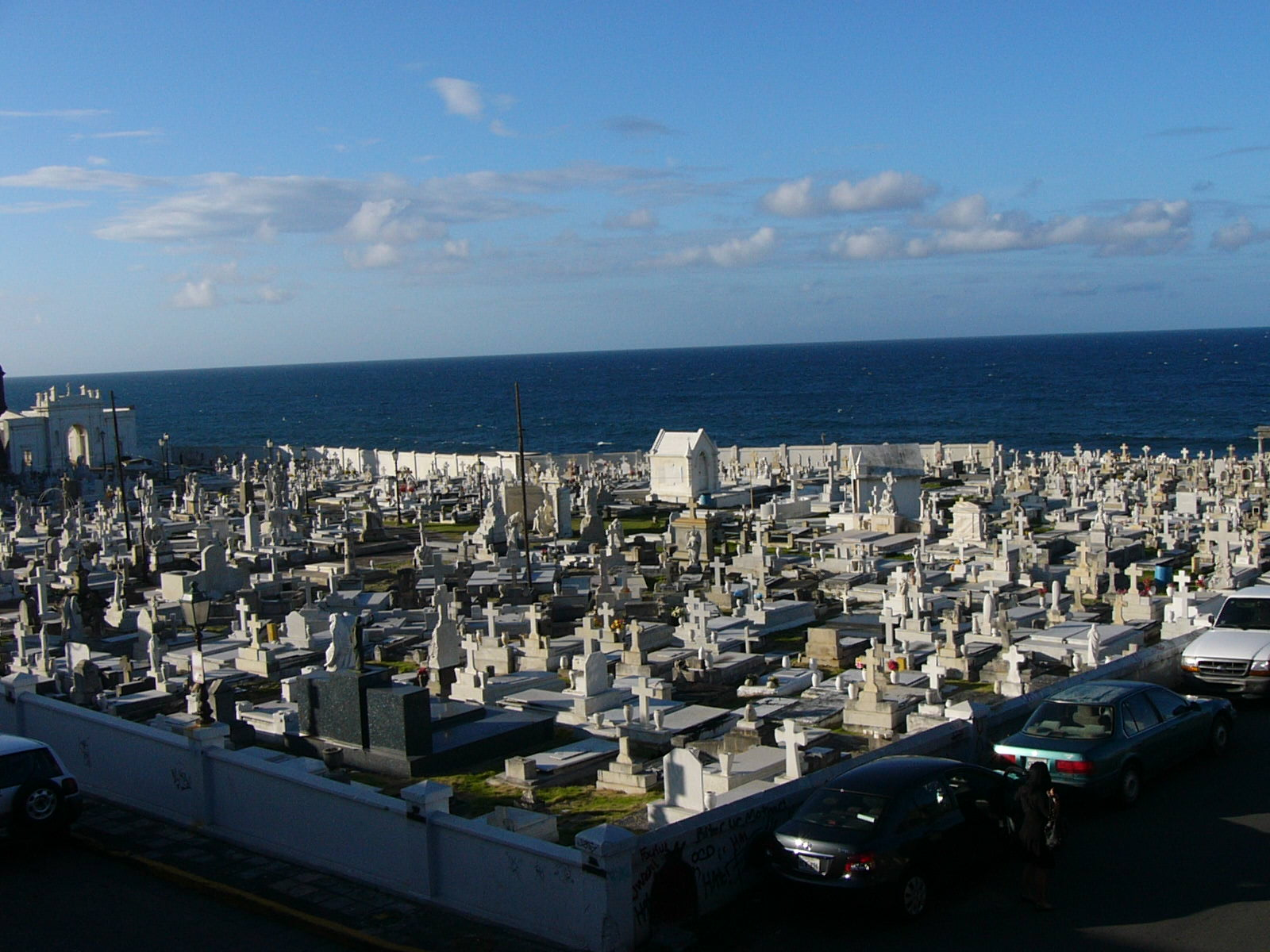

El Cementerio Santa María Magdalena de Pazzis es un cementerio de la era provincial española localizado en el Viejo San Juan en Puerto Rico. Es el lugar de entierro de varios puertorriqueños prominentes. La construcción del cementerio comenzó en 1863 bajo el auspicio de Ignacio Mascaro. El cementerio está localizado en las afueras de las murallas del Fuerte San Felipe del Morro, uno de los atractivos turísticos más famosos de la isla. La altura promedio de la muralla es de 12 metros y su ancho estriba entre los 4,6 a 6,1 metros. Su nombre es en honor a Santa María Magdalena de Pazzi.
De acuerdo a Rafael Rodríguez, capellán y director de servicios pastorales de la Universidad del Sagrado Corazón de Santurce, la localización del cementerio muestra la creencia en Puerto Rico en la separación entre la vida y la muerte. El gobierno de España decidió construir el cementerio fuera de las murallas y de cara al Océano Atlántico para simbolizar el viaje del espíritu al cruzar al "más allá".

## Tumbas notables
- Ángel Rivero Méndez, Capitán defensor de San Juan durante la guerra hispano-estadounidense.
- Tite Curet Alonso, compositor
- José Julián Acosta, periodista y abolicionista
- José Celso Barbosa, fundador del movimiento estadista en Puerto Rico
- Antonio R. Barceló, abogado, empresario, y político
- Salvador Brau, periodista, poeta, e historiador
- Pedro Albizu Campos, líder nacionalista y político
- Norma Candal, actriz
- Gilberto Concepción de Gracia, político, fundador del Partido Independentista Puertorriqueño
- Francisco (Paquito) Cordero Báez, productor de televisión
- Tony Croatto,  cantante de trova italo-puertorriqueño, compositor y presentador de televisión
- Conchita Dapena, primera esposa del gobernador Roberto Sánchez Vilella
- José de Diego, poeta, abogado y político liberal
- José Ferrer, actor y director, ganador del Premio Óscar
- Rosario Ferré, escritora

- Pedro Flores, compositor
- José Gautier Benítez, poeta
- Rafael Hernández, compositor y músico
- Santiago Iglesias, pasado Comisionado Residente de Puerto Rico
- Tito Lara, compositor y músico
- Lolita Lebron, líder nacionalista
- Muna Lee, escritora estadounidense y primera esposa de Luis Muñoz Marín
- Carlos Marichal, escenógrafo, artista español

- Francisco Matos Paoli, poeta y patriota
- Gilberto Monroig, cantante
- Samuel R. Quiñones, político, fundador del Partido Nacionalista Puertorriqueño
- Ramón Rivero (Diplo), Considerado el actor cómico más importante e influyente de Puerto Rico.
- Pedro Salinas, poeta español
- Miguel Ángel Suárez, actor
- Rafael Tufiño, pintor y artista gráfico
- Alejandro Tapia y Rivera, poeta, dramaturgo y ensayista
- Lorenza Ramírez de Arellano y Bartoli, primera esposa de don Luis A. Ferré Aguayo, exgobernador puertorriqueño
- Mercedes Rodrigo, psicóloga pionera de la psicometría en América Latina
- Abelardo Díaz Alfaro, escritor, trabajador social y periodista puertorriqueño
- Daniel Santos, cantante.
- John Meléndez Rivera, maestro artesano.